# Regno dei Vandali
Il Regno dei Vandali (in latino Regnum Vandalum) o Regno dei Vandali e degli Alani (in latino Regnum Vandalorum et Alanorum) venne fondato da Genserico, re dei Vandali, nel 429 sulle coste del Nord Africa; dominò nel corso della sua esistenza anche sulla Sicilia, sulla Sardegna, sulla Corsica e sulle Isole Baleari fino a quando nel 534 fu conquistato dall'imperatore bizantino Giustiniano. Originariamente creato dal governo di Roma per consentire l'insediamento nelle province di Numidia e Mauretania delle genti germaniche, acquisì ben presto autorità ed influenza, arrivando a minacciare la stessa Roma.

## Storia

### Fondazione ed espansione del regno
Lo sbarco di 80.000 Vandali ed Alani sulle coste africane è datato 429: questi popoli giunsero in Numidia e Mauretania o, secondo Procopio di Cesarea, su richiesta del comes romano Bonifacio oppure in cerca di un luogo sicuro lontano dalle aggressioni romane subite, per esempio, nel 422 sul suolo europeo.
Forti di un esercito di circa 15.000-20.000 uomini, i Vandali guidati da Genserico si spinsero verso oriente, avanzando lungo la costa, fino ad assediare la città fortificata di Ippona (in latino Hippo Regius) nel 430. Ben poche speranze di vittoria avevano gli assediati, tra cui vi era Sant'Agostino, che invitò la popolazione cristiana a pregare per le anime degli assedianti, sicuro che alla caduta della città sarebbero seguite conversioni forzate e terribili massacri. Agostino morì il 28 agosto 430 all'età di settantacinque anni, a tre mesi dall'inizio dell'assedio, forse per la fame o per la tensione; undici mesi più tardi, tuttavia, Genserico tolse l'assedio, vinto dalla fame e dalle malattie. Per Roma e per Ippona fu una vittoria effimera: sconfitti sul campo gli eserciti romani mandati per fermare l'invasione vandala, gli abitanti di Hippo Regius furono costretti a fuggire, lasciando campo libero al Re vandalo che, conquistata l'indifesa Ippona, la scelse come capitale del nuovo regno.
Negli anni seguenti né il comes romano Bonifacio né il magister militum bizantino Ardaburio Aspare riuscirono con le armi a fermare le scorribande vandaliche in Africa. Un tentativo diplomatico fu compiuto dallo stesso Aspare che nel 435 costrinse i Vandali di Genserico ad una tregua, con lo scopo se non di evitare quantomeno di ritardare la presa di Cartagine da parte dei barbari: ai Vandali furono assegnate le terre da loro conquistate nelle province di Numidia e Mauretania, mentre in mani romane sarebbero rimaste le province dell'Africa Proconsolare e di Byzacena, oltre a vaste parti del territorio numidico. La tregua, sfavorevole ai Vandali, fu rotta nel 439, quando Genserico invase l'Africa Proconsolare e pose l'assedio a Cartagine. La seconda città per importanza dell'Impero romano d'Occidente fu presa senza combattimenti: i Vandali entrarono in città approfittando delle gare all'ippodromo cittadino a cui assistevano la maggior parte della popolazione. Genserico, ora Re dei Vandali e degli alleati Alani, elesse Cartagine come nuova capitale del regno, facendone il punto di partenza delle successive conquiste nel Mediterraneo.
Fulgenzio di Ruspe, Quodvultdeus e Vittore di Vita descrissero a tinte fosche e sanguinolente il dominio vandalico sul Nord Africa, tramandando testimonianze di devastazioni ed eccidi compiuti dai barbari. In epoche recenti le indagini archeologiche hanno messo in discussione tali affermazioni: sebbene la distruzione dell'Odeon, il teatro di Cartagine, avvenne realmente, le strade e la maggior parte degli edifici pubblici romani della città non furono rasi al suolo, bensì restaurati ed ampliati; nuovi centri di produzione sorsero all'interno delle mura cittadine; furono riprese le esportazioni, come dimostra la grande quantità di anfore e vasellame nordafricano appartenente alla dominazione vandalica diffuso in tutto il Mediterraneo.
Il Regno vandalico approfittò della debolezza dell'Impero romano d'Occidente di Valentiniano III, impegnato nelle guerre in Gallia, per saccheggiare ed occupare nel 440 la Sicilia. L'anno seguente l'imperatore d'Oriente Teodosio II organizzò una spedizione militare per sconfiggere definitivamente i Vandali ma, una volta riportata la Sicilia sotto il dominio di Roma, interruppe le operazioni. Successivi trattati di pace tra Romani e Vandali riconobbero il dominio di Genserico su parte della Numidia, sull'Africa Proconsolare e sulle maggiori isole del Mediterraneo occidentale e concessero la Byzacena e la Tripolitania al neonato regno.

### Il Sacco di Roma del 455
La nuova flotta vandala di Genserico poté dominare il Mediterraneo occidentale e saccheggiare le coste romane fino alla morte di Attila, re degli Unni. La scomparsa della più grande minaccia alla sopravvivenza dell'Impero romano d'Occidente permise a Roma e a Costantinopoli di rivolgere le proprie forze alla riconquista delle province africane e del "granaio dell'Impero".

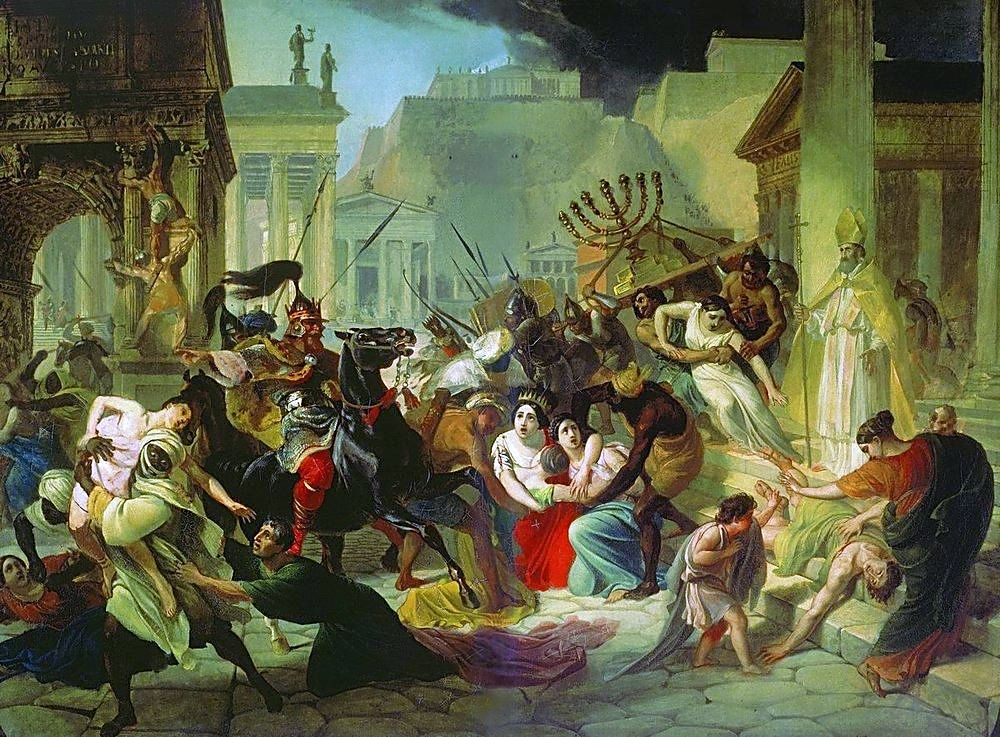
Il sacco di Roma del 455 in una tela di Karl Briullov

Con l'intento di includere, com'era già avvenuto in precedenza con altri popoli, all'interno del dominio romano i Vandali, Valentiniano III offrì in sposa sua figlia Eudocia al figlio di Genserico Unerico. Prima che il fidanzamento potesse trasformarsi in matrimonio, tuttavia, l'imperatore Valentiniano fu spodestato ed ucciso dal suo successore Petronio Massimo. Il nuovo imperatore, nel tentativo di rafforzare il suo dominio su Roma, sposò la moglie di Valentiniano Licinia Eudossia e fece sposare a suo figlio Palladio Eudocia, rompendo la promessa di matrimonio fatta ad Unerico. Fu forse una lettera dell'imperatrice Licinia Eudossia inviata ad Unerico a convincere i Vandali all'azione militare: nell'estate del 455 l'esercito di Genserico sbarcò sulle coste laziali e saccheggiò Roma, uccise l'imperatore Petronio Massimo e suo figlio Palladio, prese in ostaggio Licinia Eudossia, Eudocia e Placidia, figlia minore di Valentiniano III, condotte a Cartagine l'anno successivo insieme ad incalcolabili ricchezze. Secondo Prospero di Aquitania, Roma fu salvata dal rogo grazie all'intervento di Papa Leone I che ricevette Genserico il 2 giugno 455 e lo implorò di accontentarsi del sacco senza provocare ulteriori distruzioni e stermini; l'apporto del Papa alla salvezza dell'Urbe è oggi messo in discussione.
Intorno al 460 Eudocia andò in sposa ad Unerico, come inizialmente previsto dai piani di Valentiniano III, sebbene la situazione storica fosse decisamente mutata: il Sacco di Roma, infatti, aveva fatto maturare a Costantinopoli la consapevolezza che il Regno Vandalo andasse distrutto, considerazione che non cambiò nemmeno con l'arrivo, nel 462 nella capitale orientale di Licinia Eudossia e di sua figlia Placidia, quest'ultima andata subito in sposa ad Anicio Olibrio, futuro imperatore romano occidentale del 472.

### Gli ultimi decenni

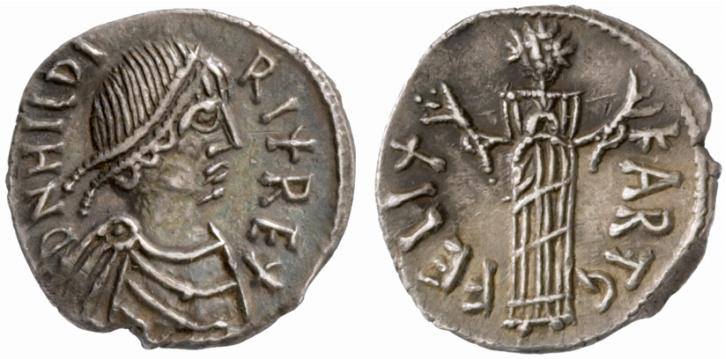
Moneta vandala coniata sotto Unerico

In seguito al sacco di Roma, il Regno Vandalo dovette affrontare numerosi tentativi di invasione da parte dei Romani: nel 456 il generale germanico Ricimero, al servizio dell'Impero romano d'Occidente, riuscì ad infrangere il blocco navale vandalo posto all'Italia nei pressi della Corsica e ad ottenere una vittoria sul campo vicino ad Agrigento; nel 460, l'imperatore occidentale Maggioriano cercò di invadere l'Africa ma fu sconfitto nella battaglia navale di Cartagena, di fronte alle coste della Spagna; nel 468 Roma e Costantinopoli tentarono lo sbarco di 100.000 uomini nei pressi di Cartagine, ma le flotte imperiali, nel corso della battaglia di Capo Bon furono sbaragliate dalla potente flotta vandala. Dopo aver catturato la flotta occidentale e distrutto quella orientale, i Vandali tentarono l'invasione del Peloponneso, ma furono ricacciati in mare presso la penisola di Maina con gravissime perdite. Presi 500 ostaggi romani a Zante, li fecero a pezzi durante la traversata di ritorno a Cartagine, gettando in mare i resti.
Visti i fallimentari tentativi d'invasione, i Romani abbandonarono la via delle armi, concludendo con i Vandali tregue ed accordi di pace. Lo stesso Ricimero, artefice dei pochi successi romani contro Genserico, raggiunse un accordo di pace con questi; nel 476 il re dei Vandali riuscì a trattare una "pace perpetua" con Costantinopoli. Alla sua morte, avvenuta il 25 gennaio 477 all'età di ottantotto anni, Genserico lasciò al figlio Unerico un regno all'apice della sua potenza, dalla grande forza navale e in grado di sostituire la moneta imperiale, almeno nei bassi conii, con una valuta indipendente.
Se, sotto il dominio di Genserico, non si erano assistite a grandi persecuzioni religiose, così non fu con il suo successore Unerico (477-484) che, dopo un periodo di tolleranza forzata dalla minaccia di Costantinopoli, nel 482 avviò persecuzioni contro i manichei e contro i cristiani niceni. Unerico non proseguì la politica d'espansione del padre, preferendo concentrarsi sui problemi interni del Regno, minacciato dalla sollevazione berbera che minacciava i territori dell'odierna Algeria, e non esitò ad uccidere ed esiliare numerosi esponenti della famiglia paterna, temendo una congiura. Nel 472 ripudiò la moglie Eudocia, testimoniando l'avvenuto distacco del Regno Vandalo dall'orbita romana.
Gutemondo (484-496), cugino e successore di Unerico, visto il declino della potenza vandala, cercò la pacificazione interna interrompendo le persecuzioni religiose e stabilizzando l'economia, sebbene non riuscì a frenare la crescente ribellione dei berberi e dei Mauri. Approfittando delle sanguinose guerre in corso tra gli avversari, Gutemondo tentò vanamente nel 491 di riappropriarsi della Sicilia, conquistata dagli Ostrogoti di Teodorico.
Nuove persecuzioni furono intraprese da Trasamondo (496-523), sovrano da molti considerato inadatto a governare. Sotto il suo dominio il Regno vandalo subì un rapidissimo declino: Trasamondo riuscì a mantenere sotto la sua autorità soltanto l'odierna Tunisia, abbandonando l'Algeria al controllo dei Mauri e contrastando senza successo le tribù di Tripoli, che si resero indipendenti da Cartagine. Leptis Magna, uno dei più importanti centri del Regno, fu raso al suolo dai berberi negli ultimi anni del suo regno, simbolo dell'estrema fragilità del potere vandalo. Riuscì sposando Amalafrida, sorella di Teodorico, a stringere un'alleanza con gli Ostrogoti e a riappropriarsi della Sicilia occidentale e di Lilibeo, territori portati in dote dalla moglie.

### La Guerra vandalica e la caduta

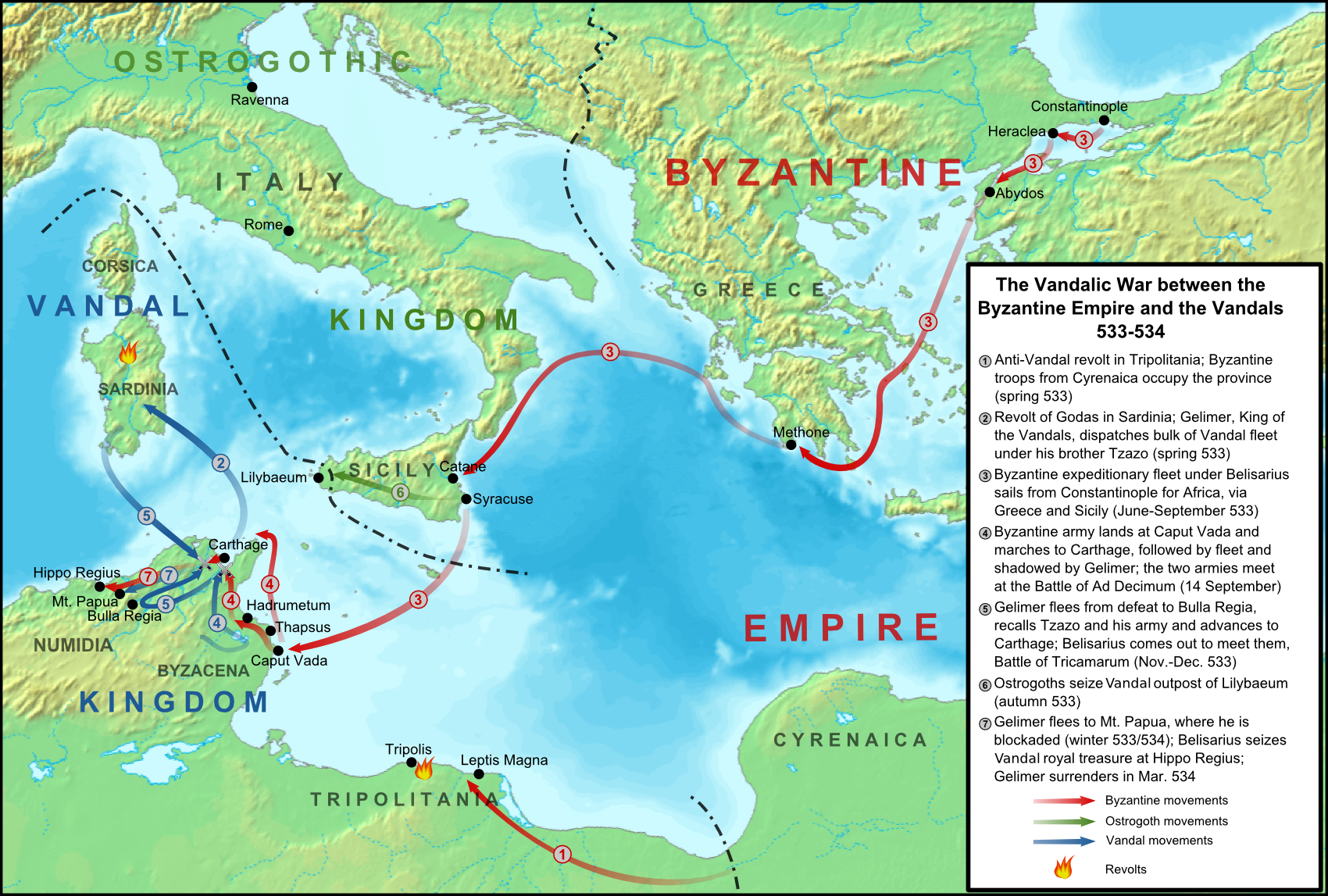
Movimenti e battaglie dei due schieramenti durante la guerra vandalica

Il successore di Trasamondo Ilderico (523-530) fu più tollerante nei confronti della Chiesa cristiana trinitaria e concesse la libertà di culto. Non essendo interessato alle operazioni militari, lasciò il comando di queste ultime al parente Oamero. Quando questi, tuttavia, subì una sconfitta contro i berberi, il cugino del re, Gelimero (530-534), si pose a capo della fazione ariana della famiglia reale, prendendo il potere: Ilderico, Oamero e tutti i loro congiunti furono imprigionati; Ilderico fu ucciso nel 533.
Approfittando della guerra fratricida in corso nel Regno vandalo e della temporanea assenza del grosso della flotta e dell'esercito di Gelimero, impegnato sotto il comando del fratello del re Zazo a soffocare la ribellione dell'autoproclamato re Goda in Sardegna, l'imperatore bizantino Giustiniano, con la giustificazione di voler restituire il trono di Cartagine al legittimo sovrano, dichiarò guerra a Gelimero e ai Vandali. Le armate bizantine guidate dal generale Belisario sbarcarono a 16 chilometri da Cartagine, iniziando a marciare incontrastate verso la capitale. Gelimero tentò di opporre resistenza nella battaglia di Ad Decimum (13 settembre 533), che sarebbe stata vinta dai Vandali se il fratello del re Ammataso e il nipote Gibamondo non fossero morti in battaglia, provocando la disperazione e la fuga di Gelimero. Dopo la vittoria sul campo, Belisario riuscì rapidamente ad impossessarsi di Cartagine.
Dopo aver radunato un nuovo esercito, il 15 dicembre 533 Gelimero e Belisario si scontrarono nuovamente a circa trentadue chilometri da Cartagine nella battaglia di Ticameron, vinta dai bizantini quando la notizia della morte del fratello del re Zazo si sparse tra le schiere vandale. Belisario avanzò velocemente verso Ippona, seconda città del Regno, sottomettendo la maggior parte del territorio vandalo. Gelimero continuò a resistere sul Monte Pappua, assediato da Fara, generale erulo al servizio dei bizantini, a cui si arrese nel 534. Con la cattura di Gelimero si dissolse il Regno dei Vandali.
I Vandali insediati nel Nord Africa, divenuto provincia bizantina, furono espulsi dai nuovi dominatori. Molti esuli vandali si stabilirono a Saldae (l'odierna città algerina di Béjaïa) dove si integrarono con i locali Berberi; molti altri si misero al servizio dell'Impero (numerosi vandali furono arruolati dalla cavalleria bizantina; altri guerrieri vandali furono inviati alla frontiera persiana; altri furono inquadrati nell'esercito privato di Belisario); altri invece fuggirono tra i Visigoti e gli Ostrogoti; molte donne sposarono soldati bizantini. Il re deposto Gelimero fu trattato con tutti gli onori nel corso della sua vita e ricevette grandi possedimenti terrieri in Galazia, dove dimorò fino alla morte (553); gli fu addirittura offerto il rango di patrizio, carica che dovette rifiutare per via della sua fede ariana.

### Re vandali
| Nome       | Nascita | Inizio Regno | Fine Regno | Morte           |
| ---------- | ------- | ------------ | ---------- | --------------- |
| Genserico  | 389     | 428          | 477        | 25 gennaio 477  |
| Unnerico   | 415/420 | 477          | 484        | 23 dicembre 484 |
| Gutemondo  | 450 ca  | 484          | 496        | 496             |
| Trasamondo | 450 ca  | 496          | 523        | 6 maggio 523    |
| Ilderico   | 460 ca  | 523          | 530        | 533             |
| Gelimero   | 480 ca  | 530          | 534        | 553             |

## Patrimonio genetico
Ancora oggi è possibile incontrare nei centri costieri dell'Algeria e della Libia famiglie che mostrano fenotipi che richiamano origini nord europee, come capelli biondi o rossi, occhi chiari e fisionomia del viso germanica. Le ondate successive di invasori hanno cancellato ogni lignaggio diretto, ma nel patrimonio genetico locale rimangono le tracce degli antichi antenati Vandali.